# Antiguo Palacio de Justicia del Condado de Cheboygan
El Antiguo Palacio de Justicia del Condado de Cheboygan es un edificio gubernamental ubicado en 229 Court Street en Cheboygan, una ciudad en el estado de Míchigan (Estados Unidos). Fue designado Sitio Histórico del Estado de Míchigan en 1975 e incluido en el Registro Nacional de Lugares Históricos en 1986. 

## Historia
El condado de Cheboygan se organizó en 1853 y la sede del condado estaba ubicada en Duncan. En 1860, la junta de supervisores del condado trasladó la sede del condado a esta ubicación. El edificio fue construido en 1869 por James F. Watson por 3000 dólares. El edificio sirvió como palacio de justicia hasta 1899, cuando el condado construyó un nuevo palacio de justicia.
Después de que el tribunal se mudó, el antiguo palacio de justicia se usó para múltiples propósitos a lo largo de los años, incluida una estación de bomberos, una iglesia, un centro comunitario, un gimnasio de boxeo, un centro para veteranos y simplemente para almacenamiento. En 1983, el edificio fue completamente renovado y convertido en despachos de abogados. Actualmente se desempeña como la oficina de Cheboygan del bufete de abogados Bodman PLC.

## Descripción
El Old Cheboygan County Courthouse es una estructura de madera de dos pisos que mide 8,5 por 19,8 m. Cuando se construyó, tenía una sala de audiencias en el segundo piso y oficinas del condado en el primero.